# Da Palazzo
I da Palazzo (anticamente Gandolfingi) furono una nobile famiglia di Verona, in auge durante l'età comunale.

## Storia

### Origini e affermazione
Capostipite della casata fu Gandolfo di Gamenulfo, funzionario di origine franca che durante la dinastia ottoniana fu nominato conte di Piacenza. Tra il X e l'XI secolo i suoi discendenti, non a caso detti Gandolfingi, cominciarono sempre più a radicarsi nel Veronese, diminuendo, di conseguenza, i loro rapporti con la Lombardia.
Alcuni di loro ricoprirono la carica di conti di Verona. Tra questi spicca Riprando di Arduino, che all'inizio del XII secolo aveva possedimenti nel basso Veronese, ovvero a San Romano (presso Ostiglia) e a Insula Comitum (attuale Isola della Scala); fu una personalità politica e militare di spicco: fedele a Matilde di Canossa, fu avversario dei Sambonifacio e in particolare di Alberto.
Morto attorno al 1139, gli successero i figli Arduino e Guiberto che, in base a una cartula divisionis da loro redatta, si spartirono i feudi di famiglia: al primo andarono le proprietà a Casaleone e Ravagnana, all'altro quelli di Isola della Scala. 
Con loro si assiste anche all'inurbamento della famiglia, in concomitanza con la formazione del libero comune veronese.

### Età comunale
Nei decenni successivi la famiglia comincia a distinguersi come de Palatio in riferimento alla loro residenza situata nel quartiere del castrum (l'attuale Veronetta). Il cognome si stabilizzò definitivamente agli inizi del Duecento.
Nel 1171 Bratolomeo di Riprando di Guiberto e Corradino di Arduino, esponenti dei due rami della casata, compaiono in una lista di influenti milites cui il vescovo Ognibene vietò di cedere diritti nella località Isolo, che stava venendo urbanizzata.
Nonostante i da Palazzo fossero ormai pienamente inseriti nella realtà cittadina veronese, essi continuarono a mantenere i propri possedimenti nel contado; per esempio, entrambi i rami presero parte alla spartizione dei boschi compresi tra il Tartaro e il Menago. Più tardi, tuttavia, iniziò una continua di "erosione" dei loro feudi di fronte all'affermazione dei comuni rurali: attorno al 1220, per esempio, Bartolomeo e suo figlio Giovanni, del ramo di Guiberto, cedettero al comune di Isola della Scala i propri diritti giurisdizionali.
Il ramo di Arduino si distinse verso la fine del XIII secolo, ma nel corso del Duecento perse ogni importanza politica diminuì sino ad annullarsi. Nel 1186 Arduino di Corradino si vedeva confermata dal vescovo Riprando l'investitura di metà arimannia di Azzago e di una turis retunda de ripa Atesis (con i relativi diritti daziari) posta presso una porta delle mura romane.
Per quanto riguarda il ramo di Guiberto, gli stessi Bartolomeo e Giovanni furono fra i protagonisti della politica del tempo: procuratore per la fondazione di Villafranca (1185), fu poi console dei mercanti (1195), venne coinvolto nella definizione dei confini tra Verona e Mantova (1202) e sedette più volte al consiglio del Comune. Diventò, inoltre, uno dei capi della pars Comitum, la fazione, capitanata dai Sambonifacio, vicina agli Estensi e propugnatrice degli interessi aristocratici. Nel 1210 fu console e nel 1212 podestà; in quest'ultima veste si pose a capo dell'esercito veronese contro Ezzelino II da Romano, ma venne sconfitto nei pressi di Vicenza. Anche Giovanni aderì alla pars Comitum; console durante la podesteria di Azzo VI d'Este, nel 1207, fu suo sostenitore quando questi venne espulso e nello stesso anno 1207 giurò l'alleanza con Mantova.
Nel 1227 Giovanni risultava il leader della fazione, ma l'affermazione della pars Monticulorum (in seguito legata a Ezzelino III da Romano) mise in grave crisi i da Palazzo. Padre e figlio vennero arrestati e le loro case distrutte. In ultima, nel 1247 Giovanni dovette vendere beni e feudi a Ezzelino III e venne esiliato con i propri familiari.
Dopo la morte di Ezzelino i da Palazzo poterono rientrare a Verona, ma poco dopo vennero di nuovo espulsi. Nel 1263 la famiglia, con a capo Bartolomeo di Giovanni, risultava ad Este. 

### Periodo scaligero
In seguito alla pax conclusa su iniziativa di Alberto I della Scala e alla definitiva disgregazione della pars Comitum, i da Palazzo si ristabilirono in città e qui, persa la loro potenza politica, si mantennero fedeli alla signoria scaligeria. Nel 1298, si noti, Giovanni di Bartolomeo fu creato cavaliere da Alberto I e nel 1299 assistette al matrimonio tra Costanza della Scala e Guido Bonacolsi.
Le antiche ambizioni si risvegliarono nel 1312, allorché un altro Bartolomeo di Giovanni si unì ai guelfi veronesi fuoriusciti e, schieratosi con Padova, prese parte alla battaglia di Longare contro la madrepatria. A detta di Ferreto dei Ferreti, in quell'occasione venne imprigionato e spirò in carcere.
Benvenuto da Imola, commentando il Canto diciassettesimo del Purgatorio dantesco, affermò che l'abate Giuseppe della Scala, di fronte alla pusillanimità del fratellastro di Alboino prese l'iniziativa e fece sterminare alcuni esponenti dei Sambonifacio a Isola della Scala, definita «villa eorum». Isola non fu mai un feudo dei Sambonifacio ma dei da Palazzo, quindi è probabile che il commentatore avesse confuso le due casate.
L'ultimo esponente noto della famiglia è Arduino di Bartolomeo, che nel 1371 si faceva portavoce di una supplica che gli abitanti di Isola della Scala, un tempo sudditi della sua famiglia, avevano presentato a Cansignorio della Scala.